# Darius Vâlcov
Darius Bogdan Vâlcov (Slatina, 25 marzo 1977) è un politico ed economista rumeno.
Membro del Partito Democratico dal 2000, fu sindaco di Slatina tra il 2004 e il 2012. Nel 2012 si iscrisse al Partito Social Democratico, grazie al quale nel dicembre dello stesso anno ottenne un mandato da senatore. Nel 2014 fu indicato come ministro con delega al bilancio e, successivamente, come ministro delle finanze del governo di Victor Ponta. Nel 2015 fu costretto a lasciare i propri incarichi a causa dell'avvio di un'indagine per corruzione relativa a fatti risalenti alla sua carriera di sindaco.
Nel gennaio 2018 entrò a far parte dello staff del primo ministro socialdemocratico Viorica Dăncilă, mentre il mese successivo subì una condanna di primo grado ad otto anni di reclusione da parte dell'Alta corte di cassazione e giustizia, poi ridotta a sei in fase di appello. Nel luglio 2020 fu condannato dal tribunale di Dolj a sei anni e sei mesi nell'ambito di un'altra inchiesta, che fu chiusa nel 2023 per prescrizione dei fatti.

## Formazione e carriera professionale
Diplomatosi nel 1995 presso il liveo Radu Greceanu di Slatina, nel 1999 conseguì la laurea in scienze economiche presso l'Accademia degli Studi Economici di Bucarest. Negli anni successivi lavorò nel settore bancario come direttore della filiale di Slatina della Banca Populară Română pentru Dezvoltare. Nel 2004 fu per un breve periodo direttore economico della società privata SC Octogon SRL.
Contestualmente, al fianco dell'attività lavorativa, approfondì gli studi, ottenendo un'ulteriore laurea in giurisprudenza all'Università Spiru Haret di Bucarest nel 2004 e completando un dottorato in economia all'Accademia degli Studi Economici nel 2008, con una tesi dal titolo «Perfezionamento della gestione finanziaria d'impresa in prospettiva dell'adesione della Romania all'Unione Europea» («Perfecționarea Managementului Financiar al Întreprinderii în perspectiva aderării României la Uniunea Europeană»).

## Carriera politica

### Sindaco di Slatina

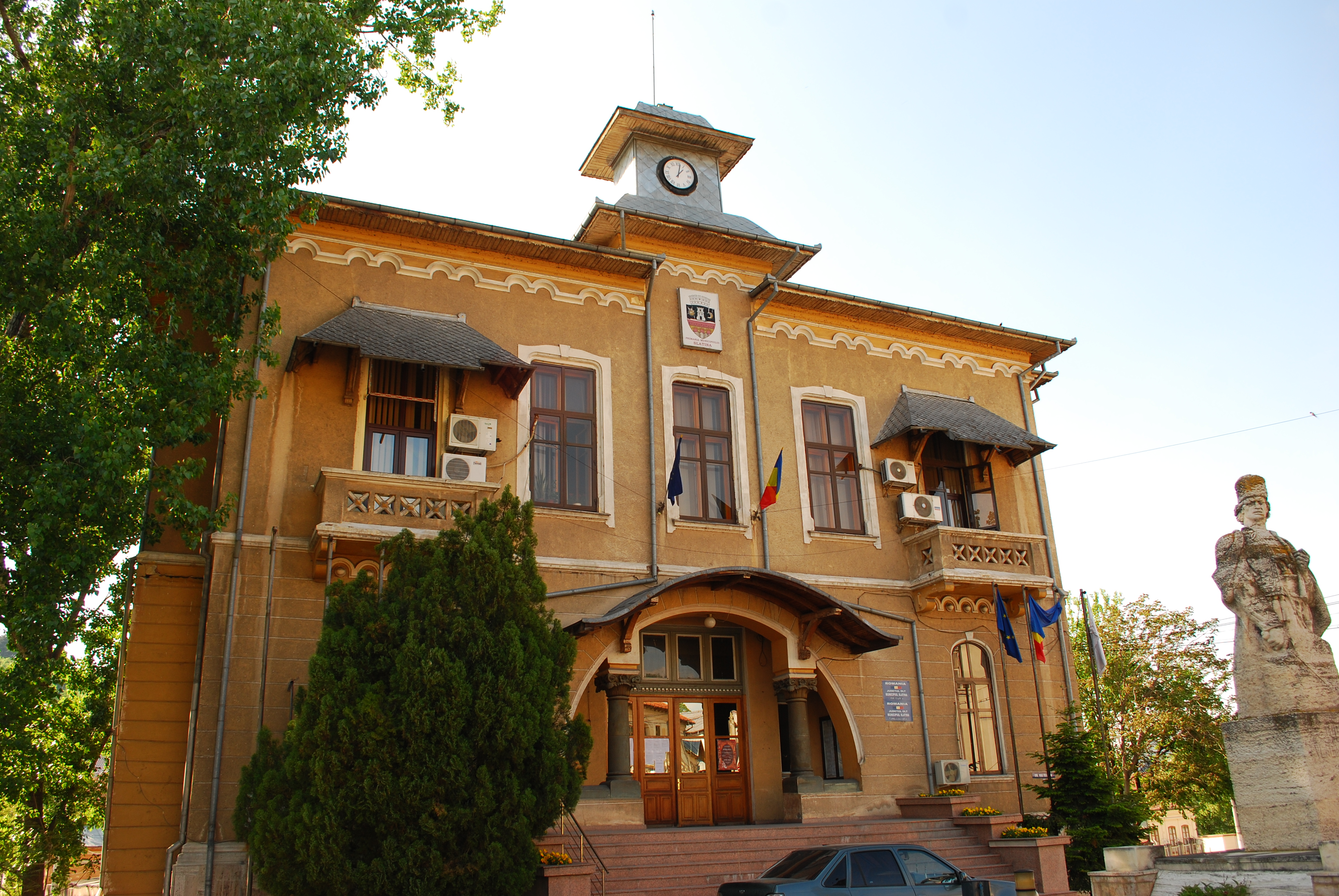
Il palazzo del municipio di Slatina.

Entrò in politica subito dopo la laurea, nel 2000, iscrivendosi al Partito Democratico (PD) e avvicinandosi con il tempo al presidente del partito Traian Băsescu che, nel 2004, quando Vâlcov aveva solo 27 anni, ne supportò personalmente la candidatura a sindaco di Slatina. Alle elezioni amministrative del 2004, infatti, Vâlcov riuscì a scardinare il dominio del Partito Social Democratico (PSD) nella città, e a sconfiggere l'avversario al ballottaggio con il 57,67% delle preferenze.
Eletto primo cittadino, diede il via ad una serie di verifiche interne per controllare le spese effettuate dalla precedente amministrazione, accusando il vecchio sindaco Gheorghe Păunescu di aver utilizzato malamente i fondi del comune e di aver assegnato dei lavori a prezzi superiori a quelli di mercato ad aziende collegate alla sua personale clientela politica.
Giovane e rilevante figura del partito, che nel 2007 cambiò nome in Partito Democratico Liberale (PD-L), ne divenne presidente nella regione e godette del sostegno della dirigenza nazionale. Nel 2008 riuscì a confermare il proprio mandato di primo cittadino, ottenendo un impressionante 82,34%. Nel 2009 partecipò in prima persona alla campagna elettorale per le elezioni che portarono Traian Băsescu per la seconda volta alla presidenza della repubblica.
La modesta performance del governo democratico liberale del premier Emil Boc, costretto alle dimissioni nel febbraio 2012, tuttavia, ebbe riflessi anche sulla sua amministrazione. Nel marzo 2012 Vâlcov annunciò il proprio addio al partito, lamentando la scarsa attenzione posta dal governo sui progetti del comune di Slatina, come il completamento della circonvallazione, il rifacimento del manto stradale di molte vie, l'ampliamento e l'ammodernamento del sistema fognario, la costruzione di una sala polivalente, lo stanziamento di maggiori fondi per l'edilizia popolare e scolastica. Dopo aver lasciato il partito, il 28 marzo, su ordine del prefetto fu rimosso anche dal proprio incarico di sindaco, i cui compiti furono assegnati ad interim al vicesindaco.
Vista la nuova situazione politica, che registrava un drastico calo dei consensi per il PD-L e per Băsescu e una vertiginosa crescita della coalizione di opposizione dell'Unione Social-Liberale (USL), composta da Partito Social Democratico e Partito Nazionale Liberale (PNL), Vâlcov, intenzionato a non rinunciare al posto di sindaco, trovò un'intesa con l'USL per una sua nuova candidatura alle elezioni amministrative dell'estate 2012. Divenuto membro del PSD e sostenuto dall'USL conseguì il 66,72% dei voti, ottenendo agevolmente il terzo mandato al municipio di Slatina.

### Senatore del PSD
Sei mesi dopo le elezioni locali, in dicembre, si celebrarono quelle parlamentari. Mentre l'USL ottenne una netta vittoria, che portò alla nascita del governo Ponta II, Vâlcov conquistò un seggio da senatore come rappresentante per il distretto di Olt, insieme al collega di partito e di circoscrizione Dan Șova.
Lasciato il ruolo di sindaco, in veste di parlamentare fu presidente della commissione del senato per la pubblica amministrazione, l'organizzazione del territorio e la protezione dell'ambiente (fino a settembre 2014) e membro di quella per la privatizzazione e l'amministrazione delle attività dello stato (da settembre 2014). Un ulteriore importante incarico fu quello della presidenza della commissione parlamentare speciale sullo sfruttamento delle miniere auro-argentifere nel perimetro di Roșia Montană (settembre 2013 - giugno 2014), area al centro di accese proteste promosse dagli ambientalisti e dall'opposizione contro il progetto di governo sulla legge che ne avrebbe regolamentato l'estrazione mineraria. Nel settembre 2013 Vâlcov fece parte di una delegazione di parlamentari che visitò la zona. Il rapporto redatto dalla commissione, alla fine, respinse il documento presentato dal governo.

### Ministro delle finanze
Nel giugno 2014 il ministro con delega al bilancio Liviu Voinea abbandonò il ruolo per accettare un posto nel consiglio d'amministrazione della Banca nazionale della Romania. Il primo ministro Victor Ponta indicò, quindi, Claudiu Manda che, però, per mancanza di esperienza, fu ritenuto inadeguato dal presidente della repubblica Băsescu. Il 19 agosto il premier propose al capo dello stato un nome che conciliasse le posizioni di entrambi, cioè quello di Darius Vâlcov, la cui nomina fu ufficializzata il 27 agosto. In fase di giuramento Băsescu lo pregò di dimostrarsi un ministro al servizio della Romania e non degli interessi personali.
Nel dicembre 2014 la ristrutturazione della squadra governo, che condusse al governo Ponta IV, causò l'eliminazione della figura del ministro con delega al bilancio. Vâlcov, in ogni caso, fu riconfermato nel consiglio dei ministri con il ruolo di ministro delle finanze. In tale periodo fu tra i maggiori fautori della politica economica del PSD e dei progetti previsti dal partito sul rilassamento fiscale, sulla riduzione dell'IVA sui prodotti alimentari al 9% e di quella sugli altri servizi dal 24% al 20%, provvedimenti varati dal governo sul finire del 2015. Nel febbraio 2015 dichiarò di essere certo che le misure intraprese avrebbero portato ad un abbassamento generale delle tasse per il valore di 8 miliardi di euro nel quinquennio 2015-2020 che, di riflesso, avrebbero generato una crescita economica superiore al 5% a partire dal 2018. Un ulteriore obiettivo dichiarato fu quello della lotta al lavoro nero, da combattere con la semplificazione del sistema delle imposte.

### Indagini per corruzione
Nel pieno dell'elaborazione del nuovo testo normativo sul sistema di regolamentazione fiscale, il 15 marzo 2015, tuttavia, presentò le proprie dimissioni da ministro al premier dopo essere venuto a conoscenza dell'esistenza di un'indagine per corruzione avviata nei suoi confronti dalla Direzione Nazionale Anticorruzione (DNA). Il 19 marzo la DNA inviò al senato la richiesta formale di autorizzazione all'emissione di una misura di custodia cautelare. La camera alta si espresse in favore dell'arresto in data 25 marzo con 97 voti favorevoli, 48 contrari e 5 astensioni. Lo stesso Vâlcov, tra l'altro, durante la seduta dell'assemblea, chiese ai colleghi di votare contro il mantenimento dell'immunità parlamentare, in modo da dimostrare la sua innocenza di fronte alla giustizia. Sottoposto ad arresti domiciliari tra il 26 marzo e il 2 aprile, fu poi trasferito in carcere e liberato in attesa del processo solamente il 23 giugno. In seguito all'ampliamento dell'indagine, che portò al sequestro di beni consistenti e al suo rinvio a giudizio per reati di corruzione per fatti risalenti al periodo in cui era sindaco di Slatina, il 25 maggio Vâlcov decise di presentare le proprie dimissioni sia dal PSD che dal senato.
Coinvolto negli anni successivi in diversi scandali di corruzione, nonostante ciò, fu cooptato nel team tecnico del PSD per la redazione programma di governo dei socialdemocratici, nuovamente al potere dal 2017, che prevedeva una forte espansione della spesa pubblica, attraverso ulteriori misure di rilassamento fiscale e di incrementi salariali per i dipendenti del settore pubblico. Nel gennaio 2018 fu nominato consigliere di stato nella segreteria di governo del primo ministro Viorica Dăncilă. Nel febbraio 2018, però, subì in primo grado una condanna ad 8 anni di reclusione, inflitta dall'Alta corte di cassazione e giustizia, chiamata a pronunciarsi sul procedimento penale che lo vedeva come imputato. Malgrado la pena, l'appoggio del partito fu unanime. Il presidente del PSD Liviu Dragnea affermò pubblicamente che Vâlcov avrebbe continuato a far parte della squadra del primo ministro per via del suo decisivo contributo alla realizzazione del programma economico del governo, mentre il segretario generale aggiunto Codrin Ștefănescu lo difese senza riserve, asserendo di essere certo della sua innocenza. Considerato uno dei più influenti economisti della squadra di governo e uomo di fiducia di Liviu Dragnea, dopo l'arresto di quest'ultimo, però, nel giugno 2019 fu invitato dal primo ministro a rassegnare le dimissioni dalla propria segreteria.

## Aspetti controversi

### Condanna a sei anni di reclusione
Nel marzo 2015 la Direzione Nazionale Anticorruzione (DNA) aprì un procedimento contro Vâlcov per i reati di concussione, riciclaggio e operazioni economiche non compatibili con le funzioni pubbliche. Secondo la requisitoria degli investigatori, nel 2009 Vâlcov sarebbe stato contattato da Thomas Berna, titolare della Tehnologica Radion, che, in cambio del 20% dei guadagni, avrebbe richiesto l'intervento diretto dell'allora sindaco di Slatina per favorire la sua azienda in una gara pubblica indetta dalla Compania de Apă Olt, operatore regionale nel campo della gestione delle acque e delle opere fognarie. Il bando si riferiva al progetto «Estensione e riabilitazione dei sistemi di alimentazione idrica e delle acque reflue nel distretto di Olt» («Extinderea si reabilitarea sistemelor de alimentare cu apa si apa uzata in judetul Olt»), finanziato per la maggior parte con fondi europei, che prevedeva la realizzazione di opere in diverse località del distretto, Slatina, Scornicești, Piatra-Olt e Drăgănești-Olt. La società di Berna riuscì ad aggiudicarsi l'appalto per la cifra di 78 milioni di lei.
Secondo la DNA, come ricompensa per l'intercessione, nel periodo gennaio-marzo 2011 Vâlcov avrebbe ricevuto 1,2 milioni di lei in tre tranche da 400.000 lei. Altri trasferimenti di denaro per un totale di 2,5 milioni in cinque tranche da 500.000 lei sarebbero avvenuti tra l'aprile e il dicembre 2011 tramite l'intermediazione del nuovo sindaco di Slatina Minel Prina (PSD), che riceveva i pagamenti da parte di Berna direttamente in municipio. Tra il 2012 e il 2013 avrebbe percepito ulteriori 3 milioni di lei attraverso i conti bancari di aziende che facevano da intermediarie fra Vâlcov e Berna. A partire dal 2011, inoltre, per mezzo di sette società a lui collegate e gestite da persone facenti parte del suo entourage, Vâlcov avrebbe realizzato delle operazioni finanziarie vietate per i pubblici ufficiali, approfittando di informazioni di cui era a conoscenza grazie al proprio incarico. In tal modo avrebbe ottenuto proventi illegali per 2.272.000 di lei.
Il 26 marzo 2015 la DNA autorizzò perquisizioni in varie località del distretto di Olt, a Slatina e a Bucarest, alla ricerca di quadri che sarebbero stati acquistati dall'indagato, tramite intermediari, presso importanti case d'asta con i fondi provenienti dalle attività illecite. Nel corso dell'operazione furono rinvenute oltre cento opere d'arte riconducibili ad importanti pittori, come Pablo Picasso (due stampe e un disegno su carta carbone), Andy Warhol, Nicolae Tonitza, Ștefan Luchian, Gheorghe Petrașcu, Constantin Piliuță, Corneliu Baba, Horia Bernea e Octav Băncilă, oltre a due cornici a firma di Pierre-Auguste Renoir e Jean Cocteau. Oltre a quanto ritrovato, Vâlcov consegnò alle autorità altri 47 quadri, che vennero affidati in custodia al Museo nazionale d'arte della Romania di Bucarest. Secondo gli investigatori Vâlcov avrebbe voluto aprire una galleria d'arte nella capitale ma, una volta venuto a conoscenza delle indagini, avrebbe provato a nascondere i beni e gli oggetti d'arte rivolgendosi a persone fidate. La DNA sosteneva, infatti, che il deputato Daniel Bărbulescu (PSD) tenesse nella cassaforte della propria abitazione tre lingotti d'oro appartenenti al ministro delle finanze.
Nell'ambito dell'inchiesta furono posti sotto sequestro tre lingotti d'oro per il valore di 465.000 lei, 172 opere d'arte per il valore di 2.558.658 lei, denaro in contanti e in conti bancari per 63.000 sterline, 290.000 euro e 73.000 dollari. Furono pignorati, inoltre, conti per 90.000 dollari e quasi 2 milioni di lei. Vâlcov fu sottoposto a misura di custodia cautelare tra il 26 marzo e il 23 giugno su autorizzazione dal senato e rinviato a giudizio nel mese di maggio. Insieme a lui furono indagati l'ex sindaco di Slatina Minel Prina e l'imprenditore Lucian Petruț Șușală, ex autista di Vâlcov e amministratore della SC Imobiliare Consloc SRL, azienda sotto il controllo del comune di Slatina. Furono ritenuti complici anche i cittadini Petre Bogdan Timofte e Constantin Tomescu.
L'8 febbraio 2018 l'Alta corte di cassazione e giustizia emise le sentenze di condanna in primo grado, infliggendo a Vâlcov una pena di 8 anni di reclusione, a fronte dei 14 anni richiesti dalla procura. Minel Prina fu condannato a 4 anni e 6 mesi, Lucian Petruț Șușală a 2 anni con sospensione della pena (con 5 anni di sorveglianza), Petre Bogdan Timofte a 3 anni e Constantin Tomescu a 3 anni e 6 mesi. Vâlcov annunciò ricorso in appello, il cui esame fu avviato dall'Alta corte l'11 giugno 2019.
L'analisi dell'appello fu sospesa alla luce di una sentenza del luglio 2019 della Corte costituzionale, che prevedeva che le corti di tre giudici, come quella che aveva condannato Vâlcov in primo grado, sarebbero dovute essere specializzate in fatti di corruzione. Il pronunciamento dei giudici costituzionali dispose il rifacimento di tutti i processi con sentenze di primo grado emesse prima del 23 gennaio 2019, ma per le quali non era stata deliberata una condanna definitiva. I magistrati dell'Alta corte, quindi, si rivolsero alla Corte di giustizia dell'Unione europea, chiedendo un parere sull'applicazione della sentenza della Corte costituzionale.
Alla luce della decisione della Corte di giustizia dell'Unione europea emanata nel dicembre 2021, il 27 giugno 2022 l'Alta corte di cassazione respinse la richiesta di rifacimento del processo e decretò la ripresa del procedimento a partire dalla fase di appello.
Il 2 maggio 2023 l'Alta corte emanò la sentenza definitiva, condannandolo a sei anni di reclusione. Al momento della lettura, Vâlcov si trovava in Italia. Fu estradato il 14 agosto 2023.

### Altre inchieste
Nel novembre 2015 la DNA lo rinviò a giudizio dopo aver aperto un secondo fasciolo d'inchiesta con le accuse corruzione e concussione. In base al rapporto degli investigatori, nel 2012 l'ex sindaco di Slatina avrebbe preteso da più aziende il 10% del valore dei lavori assegnati dalla sua amministrazione. Tra le vittime l'imprenditore Sorin Padurăru, cui sarebbero stati richiesti 1,7 milioni di lei per lavori di ristrutturazione della rete fognaria di due località del distretto di Olt. In totale Vâlcov avrebbe ricevuto compensi per 4,3 milioni di lei. Il processo fu inizialmente gestito dal tribunale di Bucarest e poi trasferito per competenza a quello di Craiova.
Un terzo procedimento fu annunciato nel giugno 2015. In base a quanto stabilito dagli inquirenti, nel novembre 2012 Vâlcov avrebbe preteso 2,5 milioni di lei da una società che aveva dei contratti in essere con il comune di Slatina (tra il 10% e il 15% del totale del contratto), al fine di evitare all'imprenditore il sorgere di problemi amministrativi e burocratici e ricevere in tempo il pagamento dei lavori effettuati. L'oggetto del contratto prevedeva la realizzazione di studi di fattibilità, progetti tecnici e lavori per l'isolamento termico delle facciate di 131 edifici del centro storico di Slatina, per il valore di 24.833.258 lei. Nel periodo 21 gennaio-13 giugno 2013 Vâlcov sarebbe riuscito ad entrare in possesso di 2.146.270 lei. Per tali reati nel luglio 2020 il tribunale del distretto di Dolj lo condannò in primo grado a sei anni e sei mesi di reclusione. Il processo non arrivò alla fase successiva, perché il 15 marzo 2023 la Corte d'appello di Craiova annullò la sentenza poiché i fatti erano prescritti. Fu mantenuta però una confisca di 4,3 milioni di lei (circa 870.000 euro).
Nel luglio 2020 il tribunale del distretto di Gorj lo assolse in primo grado dall'accusa di corruzione per un'ulteriore inchiesta. Secondo la procura Vâlcov avrebbe corrotto un funzionario dell'ufficio catastale perché approvasse la documentazione prodotta dai dipendenti di una società privata da lui costituita. Il 18 novembre 2021 la corte d'appello di Craiova si espresse in maniera definitiva, scagiondandolo dalle accuse.

### Diffusione di documenti segreti
Nell'agosto 2018 Vâlcov pubblicò sul proprio profilo Facebook il testo di un protocollo segreto stipulato nel 2016 tra la procura generale dell'Alta corte e il Serviciul Român de Informații riguardante la cooperazione tra le due istituzioni. In seguito alla fuga di notizie la procura generale si autodenunciò per violazione dell'art. 305 del codice penale in materia di protezione di informazioni riservate. Il direttore dell'agenzia di spionaggio Eduard Hellvig precisò che tutti i termini dell'accordo erano legali, mentre il procuratore generale Augustin Lazăr annunciò che questo era scaduto nel marzo 2017 e che nel marzo 2018 erano già state avviate le procedure per la sua desecretazione.
Per tali fatti, nel giugno 2019 la DIICOT dispose nei confronti di Vâlcov l'istituzione di una misura di sorveglianza speciale con l'interdizione a lasciare il paese per un termine di 60 giorni, avanzando l'ipotesi del reato di divulgazione di segreti che mettevano in pericolo la sicurezza nazionale.

## Vita privata
Nel 2005 sposò la collega di partito Lavinia Șandru, con cui ebbe una figlia, Sara Gabriela, nata nel 2006. Il loro testimone di nozze fu il vicepresidente del PD Cozmin Gușă. La coppia divorziò nel 2015.